# Trung tâm hành hương Đức Mẹ Núi Cúi
Trung tâm hành hương Đức Mẹ Núi Cúi Được tôn kính dưới tước hiệu Mẹ Vô Nhiễm, Nữ Vương các Thánh Tử Đạo Việt Nam và Mẹ Lòng Thương Xót.

## Thông Tin
Trung tâm hành hương Đức Mẹ Núi Cúi là một địa điểm hành hương Công giáo thuộc Giáo phận Xuân Lộc, tọa lạc tại xã Thống Nhất, tỉnh Đồng Nai, Việt Nam. Đây được coi là trung tâm hành hương Công giáo lớn nhất tại nước này với quảng trường có sức chứa trên 100.000 người, chưa kể những khu vực phụ trong quần thể. Điểm đặc biệt là nơi này có bức tượng Đức Mẹ Maria cao 50 mét, trong đó phần tượng cao 33 mét, phần đế cao 17 mét, hiện là bức tượng Đức Mẹ lớn nhất Việt Nam.

## Hình thành
Ý nguyện của Đức cha Đaminh Nguyễn Chu Trinh khi thành lập Trung tâm Đức Mẹ Núi Cúi là để tôn vinh Thiên Chúa đã tạo dựng nên một Thụ tạo tuyệt vời là Mẹ Vô Nhiễm, ca tụng Đức Mẹ về hồng ân cao cả Chúa đã ban và đền tạ vì những tội phạm phá hủy các tạo vật của Chúa, nhất là các tội phá thai và chiến tranh. Trong khi tôn vinh Thiên Chúa và chiêm ngưỡng vẻ đẹp tinh tuyền của Mẹ Vô Nhiễm, đoàn con cũng nhận ra nơi Mẹ mẫu gương tuyệt vời của chính mình vì “Người (Thiên Chúa) đã chọn chúng ta trước cả khi tạo thành vũ trụ, để trước thánh nhan Người, chúng ta trở nên tinh tuyền thánh thiện, nhờ tình thương của Người.” (Ep 1,4). Đức Mẹ được tinh tuyền từ lòng mẹ, còn chúng ta, đoàn con của Mẹ, tuy “lúc chào đời đã vương lầm lỗi, đã mang tội khi mẹ mới hoài thai” (Tv 51), nhưng bây  giờ tất cả đều được mời gọi hăm hở bước theo gương Mẹ để trở nên tinh tuyền thánh thiện giống như Mẹ…  Xem thêm: ( Đường lên Núi Cúi )
Nữ Vương các Thánh Tử Đạo Việt Nam
Nền tảng cội rễ của tâm thức coi thường và chà đạp phẩm giá con người là sự “khủng hoảng về Thiên Chúa”. Xã hội tục hóa tự tổ chức và sống như thể không có Thiên Chúa. Khi con người dửng dưng với Thiên Chúa, loại bỏ tính thiêng để chỉ còn lại tính phàm, chẳng nghĩ đến sự sống đời đời; họ sẽ tôn thờ ngẫu tượng thế gian thay chỗ của Thiên Chúa, sẽ tìm thỏa mãn mọi dục vọng bản thân, rồi dần dà dẫn họ đến tội lỗi, tuyệt vọng và hư hoại. Sống đức tin giữa thế giới tục hóa, duy vật, hưởng thụ, đây là một cuộc chiến cam go, là lội ngược dòng giữa một xã hội như thù nghịch với tinh thần Tin Mừng và luân lý Kitô giáo, là sống trong một cuộc bách hại đạo thầm lặng xem ra êm ả, nhưng tỏ rõ sức mạnh kinh hoàng đang làm nhiều tín hữu coi nhẹ đức tin, chạy theo thế gian, tôn thờ tiền bạc, quyền lực lạc thú và lìa bỏ Thiên Chúa.
Trung Tâm Đức Mẹ Núi Cúi tôn vinh Mẹ Maria dưới tước hiệu là Nữ Vương các Thánh Tử Đạo Việt Nam vì ước mong mọi Kitô hữu khi tìm về bên Mẹ, vừa được Mẹ chỉ dạy đức tin theo gương mẫu của Mẹ, vừa được Mẹ khơi lớn lòng dũng cảm trong cuộc chiến bảo vệ và vun đắp đức tin giữa thế giới tục hóa, nhờ chiêm ngắm mẫu gương can trường của các Thánh Tử Đạo Việt Nam, dám hy sinh dâng hiến cả mạng sống để làm chứng cho Tin mừng.
Mẹ Lòng Thương Xót
Lễ làm phép và đặt viên đá đầu tiên Trung tâm Đức Mẹ Núi Cúi được cử hành vào năm 2015 cũng chính là Năm Thánh Ngoại thường Giáo hội cử hành để kính Lòng Chúa Thương Xót. Vì vậy, Mẹ Núi Cúi cũng được tôn kính dưới tước hiệu Mẹ Lòng Thương Xót. Từ trời cao, với lòng xót thương, Mẹ cúi xuống nhìn xem và lắng nghe đoàn con đang cúi mình khiêm nhường nài van, nhất là đoàn con đau khổ, mang trên vai gánh nặng của cuộc đời, của những yếu đuối và tội lỗi, của con tim nát tan, của bệnh tật, của những nghi nan và lo toan vì gia đình, vì công việc làm ăn và vì hoàn cảnh xã hội. Đoàn con tin tưởng thiết tha nài van xin Mẹ xót thương, ủi an và nâng đỡ, cùng nhau kêu xin: “Lạy Thánh Nữ đồng trinh Maria là mẹ rất nhân từ, xin hãy nhớ xưa nay chưa từng nghe có người nào chạy đến cùng Đức Mẹ, xin bầu chữa cứu giúp mà Đức Mẹ từ bỏ chẳng nhận lời…”. Với tất cả lòng nhân từ của mẹ hiền, Mẹ Núi Cúi dẫn đưa đoàn con khổ đau đến với Chúa Cứu Thế và thủ thỉ vào lòng của đoàn con chính lời của Chúa: “Tất cả những ai đang vất vả mang gánh nặng nề, hãy đến cùng tôi, tôi sẽ cho nghỉ ngơi bồi dưỡng.” (Mt 11,28-30).